# Могучёв, Леонид Борисович
Леони́д Бори́сович Могучёв (укр. Леоні́д Бори́сович Могучо́в; 24 апреля 1925, Чернигов, Украинская ССР — 8 мая 2014, Чернигов, Украина) — советский и украинский художник-график. Был сапёром во время Великой Отечественной войны, после которой на протяжении около 40 лет путешествовал по Украине и создавал свои произведения.

## Биография
Леонид Могучёв родился 24 апреля 1925 года в многодетной семье технических работников Черниговского драматического театра, где был десятым ребёнком. Украинец.
Способности Леонида к рисованию заметили рано. Родители отдали мальчика на учёбу к театральному художнику Василию Беляеву. С детских лет будущий художник начал делать зарисовки, основной темой которых стал родной город, его архитектура. Принимал активное участие в городских художественных выставках. Позже его творческим наставником стал живописец Николай Глущенко.
Его отец, Борис Могучёв, а также четыре старших брата погибли на фронте, сестра умерла в Казахстане от ранений. Сам Леонид стал свидетелем бомбардировки Чернигова. После освобождения города юноша, которому как раз исполнилось 18 лет, 1 сентября 1943 года вступил в ряды Красной армии.
В составе 2-го Лунинецкого Краснознамённого полка морской пехоты младший сержант Могучёв как сапёр принимал участие в боях на 1-й Белорусском, Украинском и Прибалтийском фронтах. Вместе со своими сослуживцами, Леонид освобождал Украину, Белоруссию, Прибалтику, Польшу, форсировал Днепр. Получил тяжёлое ранение и контузию. Конец войны встретил под Кёнигсбергом. После этого Могучёва отправили служить на флот: на тральщике морских мин он принимал участие в разминировании островов Финского залива.
Награждён боевыми орденами и медалями, в частности орденом Отечественной войны II степени, медалью «За отвагу»,
медалью «За победу над Германией в Великой Отечественной войне 1941—1945 гг.» и орденом «За мужество». Во время боевых действий продолжал заниматься рисованием.
Демобилизован в 1949 году. В 1951 году окончил Центральную военно-морскую школу в городе Химки. В 1953 году Леонид Могучёв окончил первый курс Одесского художественного училища, но из-за материальных затруднений оставил учёбу и вернулся в Чернигов. Возглавил морской клуб ДОСААФ, ввёл секцию парусников. Занимался художественным оформлением, на протяжении 18 лет руководил изобразительной студией при Черниговском доме пионеров и школьников.
В 1953 году состоялась первая выставка работ художника. С того времени, путешествуя по Украине, Леонид Могучёв создал сотни зарисовок местных архитектурных достопримечательностей, многие из которых не сохранились до наших дней.
В 1993—1994 годах Могучёв с циклом своих работ «Духовное наследие Украины» посетил Канаду, где под патронатом Посольства Украины в Канаде, Украинской православной церкви Киевского патриархата, Украинского общества охраны памятников истории и культуры в 22 крупнейших городах состоялось 44 его персональные выставки. Пожертвования, полученные с выставок, пошли на реставрацию храмов Параскевы Пятницы и Михаила и Феодора. Художник был принят почётным членом Ассоциации художников-акварелистов Канады и США.
Остаток жизни провёл в родном городе, в небольшой квартире, которая находилась в аварийном состоянии. В 2007 году умерла дочь художника, а в 2008 году во время нападения на него собственного пьяного сына Могучёв был вынужден прибегнуть к самообороне, чтобы защитить парализованную жену. В следующем году художника амнистировали.
Умер 8 мая 2014 года в Чернигове. В апреле 2015 года к 90-летию со дня рождения художника была открыта выставка «Завещание Леонида Могучёва».

## Творчество
Леонид Могучёв автор более чем 8 500 рисунков и эскизов архитектурных достопримечательностей: церквей, имений, ветряков, крепостей. Значительная часть этих сооружений ныне утраченная, и по эскизам художника некоторые из них были восстановлены. Картины художника хранятся в Черниговском областном художественном музее, в музеях Украины, частных коллекциях Канады, США и Великобритании.
Ведущее место в творчестве художника занимает Чернигов. Он отразил город в довоенный, оккупационный и послевоенный период, благодаря чему можно изучать его историю.
20 июня 1992 года Украинская православная церковь Киевского патриархата и Украинское общество охраны памятников истории и культуры основали благотворительный фонд Л. Б. Могучёва для сохранения и реставрации достопримечательностей церковного зодчества и народной архитектуры Украины. Пожертвования, собранные фондом в Канаде, были направлены на реконструкцию черниговских храмов.
Свои работы Леонид Борисович не продавал, а только дарил; многие из них ныне хранятся в черниговских музеях, библиотеках и школах. Всего за годы творчества было организовано более сотни выставок работ художника.